# Hugues II de Montfort
Hugues II de Montfort (m. 1088) fue un noble normando, señor de Montfort-sur-Risle y constable de Normandía. Era hijo de Hugues de Montfort.
Hugues II de Montfort fue uno de los primeros aliados de Guillermo el Bastardo. Luchó en la batalla de Mortemer en 1054, una derrota para el rey Enrique I de Francia. Participó en el Concilio de Lillebonne en enero de 1066, donde se tomó la decisión de invadir Inglaterra. Como parte de apoyo para la invasión, Hugues proporcionó 50 barcos y 60 caballeros. A cambio, Hugo recibió la fortaleza de Guillermo en Winchester, y numerosas propiedades en Essex, Kent, Norfolk y Suffolk.

## Herencia
De su primer matrimonio con Alice de Beauffou, hija de Richard Belfage de Beauffou. Alice también era nieta de Rodolfo de Ivry. Tuvieron una hija:
- Alix [Alice] de Montfort-sur-Risle (c. 1025), esposa de Gilbert de Gant.[4][5]

De su segundo matrimonio, con una dama desconocida hasta la fecha, tuvo tres hijos:
- Robert I de Montfort (muerto c. 1111), fue acusado de traición y desposeído de sus propiedades en 1107;[6]
- Hugues III de Montfort, señor de Haughley (m. antes 1100)
- Adeline de Montfort, esposa de Guillermo de Breteuil, primogénito de Guillermo FitzOsbern.